# Nico Ratti
Kevin Nicolás 'Nico' Ratti Fredes (nascut el 18 de setembre de 1993) és un futbolista argentí que juga al FC Andorra com a porter. També té la nacionalitat italiana.

## Carrera de club
Nascut a Mendoza, Argentina, Ratti va començar la seva carrera al club local Huracán de San Rafael abans de traslladar-se a Espanya el 2005. Immediatament es va incorporar a l'equip juvenil del FC Andorra, i va debutar-hi amb el primer equip el 2010 amb només 16 anys.
L'estiu de 2011, després de fer proves al Reial Madrid, Ratti es va incorporar al CD Numància, tornant al futbol juvenil. El 12 de juliol de l'any següent va fitxar per la UE Llagostera de la Segona Divisió B, inicialment com a substitut de José Moragón.
Ratti va fer el seu debut sènior el 12 de maig de 2013, començant com a titular en una derrota a casa per 0-1 contra el RCD Mallorca B. Va aparèixer en el seu primer partit professional el 15 d'octubre de 2015, com a titular en una victòria fora de casa per 2-1 contra el Reial Saragossa, per a la Copa del Rei de la temporada.
El 18 d'octubre de 2015, Ratti va debutar a Segona Divisió, jugant els 90 minuts sencers en la victòria a casa per 3-1 contra el Real Valladolid.
Després d'una etapa amb la UE Sant Julià, Ratti va tornar al FC Andorra el gener del 2019.